# Kołbiel
Kołbiel – wieś sołecka w Polsce położona w województwie mazowieckim, w powiecie otwockim, w gminie Kołbiel. Siedziba gminy Kołbiel oraz rzymskokatolickiej parafii Świętej Trójcy. Ośrodek sztuki ludowej znany m.in. z pasiaków i kilimów. Dawniej miasto, Kołbiel uzyskała lokację miejską w 1532 roku, zdegradowana w 1870 roku.  W drugiej połowie XVI wieku Kołbiel położona była w powiecie garwolińskim  ziemi czerskiej województwa mazowieckiego. W latach 1975–1998 miejscowość administracyjnie należała do województwa siedleckiego.
| SIMC    | Nazwa  | Rodzaj    |
| ------- | ------ | --------- |
| 0674773 | Piaski | część wsi |

Kołbiel leży na Równinie Garwolińskiej, na południowy wschód od Otwocka, przy drodze krajowej nr 17, będącej częścią drogi międzynarodowej E372 oraz drodze krajowej nr 50, nad rzeką Świder, w odległości 3 kilometrów od wsi przystanek kolejowy Kołbiel.

## Historia
Ślady osadnictwa na tym terenie pochodzą˛ ze starożytności i wczesnego średniowiecza. Wieś założona w 1326 r. przy przeprawie przez Świder na trakcie z Czerska do Liwu.
Pierwsze wzmianki o Kołbieli pochodzą z 1407 roku, gdy prawdopodobnie został pobudowany drewniany kościół pod wezwaniem Świętej Trójcy, ufundowany przez Mikołaja Kurzca herbu Jasieńczyk z rodu Kolibielskich z Kołbieli (Kolibieli) i Mikołaja herbu Pobóg z Sufczyna. W 1422 roku biskup poznański Andrzej Łaskarz z Gosławic podniósł ów kościół do rangi kościoła parafialnego. Obecny kościół wybudowany został według projektu Józefa Piusa Dziekońskiego w 1901 r. w stylu neogotyckim. W kościele parafialnym znajduje się barokowy ołtarz główny św. Trójcy z XVII w., drewniane ołtarze boczne w stylu renesansowym: św. Józefa z XVI w. i Miłosierdzia Bożego. Parafia w Kołbieli należy do dekanatu mińskiego św. Antoniego, diecezji warszawsko-praskiej.
Kołbiel niegdyś posiadała prawa miejskie (miasto prywatne), nadane w 1532 roku przez króla Zygmunta I Starego, potwierdzone w 1624. Podobnie jak wiele innych miejscowości z zaboru rosyjskiego Kołbiel utraciła prawa miejskie w roku 1869 na mocy ukazu carskiego. W 1806 roku Kołbiel nabywają Zamoyscy, przyczynia się to do ożywienia miasta. W 1877 roku uruchomienie Nadwiślańskiej Linii Kolejowej. W 1853 roku powstała w Kołbieli gmina żydowska, do II wojny światowej istniała drewniana synagoga.
W czasie kampanii wrześniowej stacjonowała tu 16 eskadra towarzysząca.
W 1941 Niemcy utworzyli w Kołbieli getto dla ludności żydowskiej. Przebywało w nim ok. 1000 Żydów z powiatu mińskiego. 27 września 1942 getto zostało zlikwidowane, a jego mieszkańcy wywiezieni do obozu zagłady w Treblince. W 1944 miały miejsce ciężkie walki wojsk pancernych Armii Czerwonej z Niemcami.

## Kołbielska sztuka ludowa
Okolice Kołbieli słyną z odrębnej kultury ludowej, jednym z jej przejawów jest tradycyjny strój kobiecy szyty z tkaniny samodziałowej. Na przenośnych warsztatach tkackich zwanych staciwami powstają tkaniny lniano-wełniane o charakterystycznym układzie bardzo drobnych kolorowych prążków, które występują w skupiskach na jednobarwnym, najczęściej czerwonym tle. W podobny sposób tworzone są chodniki zwane szmaciakami oraz narzuty i tkaniny pościelowe. Do dziś pielęgnowana jest tradycja wycinanek z kolorowego papieru glansowanego.
W Kołbieli i okolicy zachowało się miejscowe budownictwo drewniane.

## Zabytki

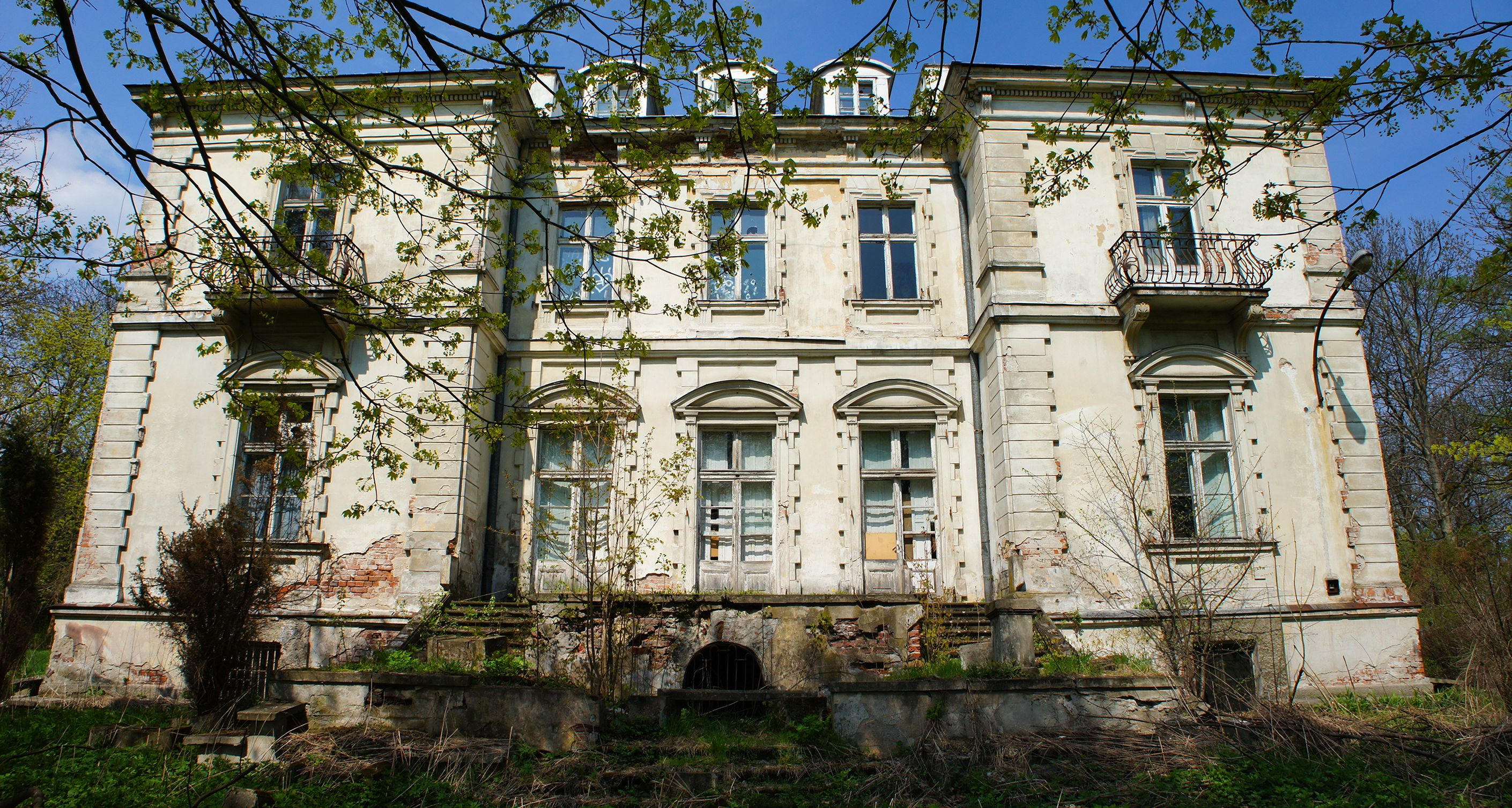
Pałac Zamoyskich

- Kościół parafialny pw. św. Trójcy, wybudowany w latach 1897–1901 według projektu Józefa Piusa Dziekońskiego.
- Murowana, neogotycka plebania z końca XIX w.
- Kaplica grobowa Zamoyskich według projektu W. Strzałkowskiego, na cmentarzu Parafialnym.
- Zespół pałacowy Zamoyskich — Stara Wieś.
- Pałac wzniesiony ok. 1866 r. według projektu Leandra Marconiego dla hr. Józefa Zamoyskiego.
- Park krajobrazowy.
- Granitowy obelisk z II poł. XIX w. ku czci Józefa hr. Zamoyskiego (1833–78)
- Cmentarz żydowski w Kołbieli